# یوسوکه شیرای
یوسوکه شیرای (انگلیسی: Yusuke Shirai; ۱۸ ژانویهٔ ۱۹۸۶ – ) صداپیشگی در ژاپن اهل ژاپن بود. وی از سال ۲۰۱۱ میلادی تاکنون مشغول فعالیت بوده‌است.